# Pierantonio Clementi
Pierantonio Clementi (Schilpario, 4 settembre 1947) è un ex biatleta italiano.

## Biografia
Nato nel 1947 a Schilpario, in provincia di Bergamo, nel 1974, 1975, 1976 e 1977 ha preso parte ai Mondiali: a Minsk 1974 è arrivato 43º nello sprint, ad Anterselva 1975 25º nell'individuale, 39º nello sprint e 6º nella staffetta, ad Anterselva 1976 30º nello sprint, mentre a Vingrom 1977 e 24º nello sprint.
A 24 anni ha partecipato ai Giochi olimpici di Sapporo 1972, nell'individuale, chiudendo 31º con il tempo di 1h25'28"74.
4 anni dopo ha preso parte di nuovo alle Olimpiadi, quelle di Innsbruck 1976, terminando 23º nell'individuale con il tempo di 1h23'08"86 e 6º nella staffetta in 2h06'16"55 insieme a Willy Bertin, Lino Jordan e Luigi Weiss.
Ai campionati italiani ha vinto 7 medaglie: 2 ori (1975 e 1976) e 2 bronzi (1972 e 1977) nell'individuale e 3 argenti nell'individuale grosso calibro nel 1971, 1972 e 1973.